# Norsk Kennel Klub
Norsk Kennel Klub (NKK) er Norges nationale kennel klub og stambogsregister for hunde og blev stiftet i Kristiania (Oslo) i 1898 NKK er medlem af Fédération Cynologique Internationale (FCI) og Nordisk Kennelunion (NKU).